# Georges Vaucher
Pour les articles homonymes, voir Vaucher.
 (avril 2015).
Si vous disposez d'ouvrages ou d'articles de référence ou si vous connaissez des sites web de qualité traitant du thème abordé ici, merci de compléter l'article en donnant les références utiles à sa vérifiabilité et en les liant à la section « Notes et références ».
Georges Vaucher, né le 29 septembre 1900 à Fleurier (canton de Neuchâtel en Suisse) et mort dans la nuit du 7 au 8 juin 1982 à Mialet (Gard) (France), est un spéléologue franco-suisse. Il fut un des premiers explorateurs de la grotte de Trabuc, dans le Gard.

## Biographie
Dans son enfance, avec son frère Enriqué, il rampait dans les grottes des gorges de l'Areuse (Jura suisse). Georges en a gardé l'amour du monde souterrain.
Les hasards de l'existence l'ont plus tard amené dans les Cévennes. La visite du 'vieux Trabuc' en 1926 réveilla cette passion. Il s'exerça en solitaire ou avec quelques bonnes volontés, dans diverses cavités de la région gardoise, et en particulier dans la partie anciennement connue de la grotte de Trabuc.
La passion d'apprendre de Georges Vaucher, ses observations nombreuses et minutieuses sur la faune, la flore, la géomorphologie, l'archéologie, le conduisirent à de belles découvertes. 
Membre du Service civil international, il participa au chantier de sauvetage des inondations en Cévennes de 1958 et du tremblement de terre de Saint-Paul-sur-Ubaye en 1960.
Malgré divers accidents et maladies qui le handicapaient sérieusement, Georges Vaucher continua très tard à aller sous terre. Ainsi, à 68 ans, il remontait un puits de 100 mètres à l'échelle.
Une de ses dernières grandes joies spéléologiques lui fut donnée par le club Catamaran de Montbéliard (Doubs) qui, en 1972, trouva la belle salle Georges Vaucher à Trabuc et le fit participer à la première.
Georges Vaucher fut aussi un poète et un écrivain sensible et malicieux.

## Activités spéléologiques
En 1945, Georges Vaucher s'attaqua, avec deux de ses fils Marc et Olivier, à des désobstructions derrière le Trou du Vent franchi en 1935. La 'première' fut belle mais ils s'arrêtèrent au pied d'une escalade difficile. Aussi, ils prirent contact avec Robert de Joly qui vint avec Robert Orengo pour franchir l'obstacle. La voie des parties décorées du 'nouveau Trabuc' fut ainsi ouverte. Aux deux kilomètres anciennement découverts par Félix Mazauric sont ainsi ajoutés plus de cinq nouveaux kilomètres de galeries magnifiques, avec une rivière dont les 100 000 soldats et les couronnes e mariées sont les joyaux.
Georges Vaucher découvrit la maladie des vieilles pierres qui se traduit par la décomposition de certaines roches. Il apporta des échantillons de ces roches au professeur Vigo du laboratoire de cytopathologie de Saint-Christol qui les analysa.
Durant une trentaine d'années, Georges Vaucher guida spéléologues et clients dans la grotte de Trabuc. Il sut si bien faire partager son enthousiasme que, dans le seul département du Gard, six clubs spéléologiques lui doivent leur naissance. Il fut le représentant de la région Languedoc-Roussillon au premier stage de spéléologie de 1952 organisé par Pierre Chevalier à la Dent de Crolles, où il fit la 'première' des méandres Guillemin.
Georges Vaucher fut notamment :
- Membre de la Société spéléologique de France (adhérent numéro 156), puis de la Fédération française de spéléologie.
- Correspondant de la Société suisse de spéléologie .
- Membre de la Société préhistorique de France.
- Membre du Club cévenol.

## Distinctions
Georges Vaucher fut membre d'honneur de la Fédération française de spéléologie.
Il fut également Président d'honneur de :
- la Fédération gardoise de spéléologie (Comité départemental de spéléologie du Gard)
- la Société cévenole de spéléologie et de préhistoire d'Alès
- le Spéléo-club de la Gardonnenque d'Anduze.

Il fut enfin :
- Chevalier du Mérite sportif.
- Titulaire des Médailles d'argent et de bronze du Mérite Civique.
- Titulaire de la Médaille de la ville d'Alès